# Mort de rire (film)
Pour les articles homonymes, voir mort de rire.
Pour plus de détails, voir Fiche technique et Distribution.
Mort de rire (Muertos de risa) est une comédie espagnole réalisée par Álex de la Iglesia, sortie en 1999 en Espagne, mais inédite en France.

## Synopsis
Nino et Bruno, acteurs comiques, sont au sommet de leur popularité. Seul problème : ils se détestent profondément et vont jusqu’à s’entretuer…

## Commentaire
Écrit et réalisé en 1999 par Álex de la Iglesia, Mort de rire retrace la rencontre et les raisons ayant poussé deux clowns tristes et ratés à se supporter mutuellement. Dans cette course à la célébrité dégénérant en descente aux enfers, le réalisateur jette un regard sans concessions sur l’omnipotence de la TV ainsi que sur les mensonges et les mirages de la starification. Mettant sous les feux de la rampe tous les ressorts d’un comique idiot et cruel, il exhibe l’ego maladif des vedettes du petit écran et les réactions primaires d’un public détestable. Cependant, malgré le propos qui ne prête guère à rire, Álex de la Iglesia décline sa fable avec un style inimitable qui, petit à petit, mène le spectateur vers une hilarité incontrôlable. 
Revisitant un gag millénaire, celui de la gifle, Álex de la Iglesia en analyse le mécanisme pervers qui veut que le bonheur de l’un repose souvent sur le malheur de l’autre. Bien sûr, le rôle de la victime (Nino) et celui du bourreau (Bruno) ne sont pas interchangeables et la pression monte alors que nous nous demandons jusqu’à quel point le dindon de la farce supportera les humiliations assénées par son partenaire.

## Fiche technique
- Titre : Mort de rire
- Titre original : Muertos de risa
- Réalisation : Álex de la Iglesia
- Scénario : Jorge Guerricaechevarria, Álex de la Iglesia
- Production : Andres Vicente Gomez, Marco Gomez et Aldo Spagnoli
- Budget : 3 500 000 dollars (2 670 300 euros)
- Musique : José Luis Armenteros, Roque Baños
- Pays d'origine :  Espagne
- Genre : Comédie noire
- Durée : 113 minutes
- Dates de sortie : 12 mars 1999 (Espagne), 14 décembre 2000 (Argentine)

## Distribution
- Santiago Segura : Nino
- El Gran Wyoming : Bruno
- Álex Angulo : Julian
- Carla Hidalgo : Laura
- Eduardo Gomez : El Pobre Tino
- Jesus Bonilla : Sargento Golpista

## DVD
Mort de rire a fait l'objet d'une édition DVD sortie chez XIII Bis Records en octobre 2006. C'est l'occasion pour le public français de découvrir ce film méconnu. Les fans du réalisateur espagnol sont nombreux à considérer Mort de rire comme le film le plus abouti d’Álex de la Iglesia. 